# 上海观复博物馆
上海观复博物馆（英語：Shanghai Guanfu Museum）是一座位于上海的私人美术馆，為观复博物馆的分館。

## 歷史
2017年9月21日正式建成开馆。

## 展館
共有4个固定展厅分别是瓷器馆、东西馆、金器馆、造像馆，以及一个临时展厅。

## 開放訊息

### 地址
上海浦东新区陆家嘴环路479号上海中心大厦第37层

### 交通
- 上海轨道交通2号线陆家嘴站[來源請求]

### 营业时间
- 周二至周日：上午十点至下午六点[2]
- 周一：上午十点至下午五点[2]